# Кардашівська сільська рада
Кардаші́вська сільська́ ра́да — колишній орган місцевого самоврядування в Охтирському районі Сумської області. Адміністративний центр — село Кардашівка.

## Загальні відомості
- Населення ради: 1 493 особи (станом на 2001 рік)

## Населені пункти
Сільській раді були підпорядковані населені пункти:
- с. Кардашівка
- с. Буймерівка
- с. Гай-Мошенка
- с. Михайленкове
- с. Мошенка
- с. Підлозіївка

## Склад ради
Рада складалася з 16 депутатів та голови.
- Голова ради: Сердюк Микола Миколайович
- Секретар ради: Мицай Оксана Анатоліївна

### Керівний склад попередніх скликань
| Прізвище, ім'я, по батькові | Основні відомості                                                        | Дата обрання | Дата звільнення |
| --------------------------- | ------------------------------------------------------------------------ | ------------ | --------------- |
| Горішній Сергій Іванович    | Сільський голова, 1954 року народження, член Української Народної Партії | 26.03.2006   | 31.10.2010      |
| Сердюк Микола Миколайович   | Сільський голова, 1965 року народження, освіта вища, безпартійний        | 31.10.2010   |                 |

Примітка: таблиця складена за даними сайту Верховної Ради України